# Oclusiva dental eyectiva
La oclusiva dental eyectiva es un sonido consonántico no pulmonar el cual está presente en algunos idiomas hablados, su símbolo en el alfabeto fonético internacional es el de una oclusiva dental sorda ⟨t̪⟩ con el apóstrofo modificador que tienen todas las consonantes eyectivas,
Su símbolo equivalente en X-SAMPA es «t_n_>».

## Características
- Su modo de articulación es oclusiva, lo que significa que es producida obstruyendo el aire en el tracto vocal.
- Su modo de articulación es dental , lo que significa que se articula con la punta o la lámina de la lengua en los dientes superiores , denominados apical y laminal respectivamente .
- Su tipo de fonación es sorda, que significa que es producida sin vibración de las cuerdas vocales.
- Es una consonante oral, lo que significa que el aire escapa por la boca.
- Es una consonante central, que significa que es producida permitiendo al aire fluir por la mitad de la lengua, en vez de los lados.
- El mecanismo de la corriente de aire es eyectivo (egresivo glótico), lo que significa que el aire es expulsado al bombear la glotis hacia arriba.

## Ocurre en
| Idioma | Idioma | Palabra  | AFI      | Significado | Notas                                                        |
| ------ | ------ | -------- | -------- | ----------- | ------------------------------------------------------------ |
| Dahalo | Dahalo | [t̪ʼat̪t̪a] | [t̪ʼat̪t̪a] | 'pelo'      | Laminal denti-alveolar, que contrasta con eyectiva alveolar. |